# Campionato sloveno maschile di pallanuoto
Il campionato sloveno maschile di pallanuoto è l'insieme dei tornei pallanuotistici nazionali per squadre di club istituiti dalla Zveza Vaterpolskih Društev Slovenije (ZVDS), la Federazione pallanuoto della Slovenia.
Il primo campionato è stato disputato a partire dall'autunno del 1991, l'anno dell'indipendenza. Prima di allora i club sloveni competevano nel campionato jugoslavo.
A partire dalla stagione 2008-2009 le squadre della massima divisione (1. Liga) partecipano alla Lega Adriatica.

## Vittorie per squadra
| Squadra       | Titoli | Anni |
| ------------- | ------ | --- |
| Triglav Kranj | 19     | 1991-92, 1992-93, 1995-96, 1996-97, 1997-98, 1998-99, 1999-00, 2000-01, 2001-02, 2002-03, 2003-04, 2004-05, 2005-06, 2011-12, 2012-13, 2017-18, 2021-22, 2022-23, 2023-24 |
| Capodistria   | 7      | 1993-94, 1994-95, 2007-08, 2008-09, 2009-10, 2010-11, 2018-19 |
| Lubiana       | 3      | 2015-16, 2016-17, 2017-18 |
| Branik        | 2      | 2013-14, 2024-25 |
| Calcit Kamnik | 1      | 2020-21 |
| Olimpija      | 1      | 2006-07 |